# Bruno Salvadori
(Bruno Salvadori)
Bruno Salvadori (Aosta, 23 marzo 1942 – Genova, 8 giugno 1980) è stato un giornalista e politico italiano.

## Biografia
Aderente sin dalla giovane età al movimento politico valdostano dell'Union Valdôtaine attraverso la sezione giovanile della Jeunesse Valdôtaine, in cui entrò nel 1965, ha lavorato al SAVT (il sindacato dell'area autonomista) e ha diretto il settimanale del Mouvement, Le peuple valdôtain. Dopo aver ricoperto l'incarico di capo ufficio stampa della Giunta regionale, nel 1978 è stato eletto consigliere regionale, ruolo che ha ricoperto sino alla sua morte, avvenuta sull'autostrada Genova - Ivrea a Voltri, a causa di un incidente mentre era alla guida della sua auto. Gli è subentrato in Consiglio della Valle Leonardo Tamone.

## Il pensiero politico: l'influenza sull'Union Valdôtaine e la Lega Nord
Teorizzatore dell'autodeterminazione dei popoli (le cosiddette nazioni senza Stato), e dell'appartenenza ad un popolo tramite criteri culturali e non di sangue, portò significativi mutamenti nel pensiero dell'Union Valdôtaine, fino ad allora un partito legato essenzialmente alle famiglie di origine valdostana: l'autonomismo diveniva così una scelta e non una mera tradizione politica. Teorizzò e riuscì a portare a termine l'unificazione dei movimenti regionalisti, indipendentisti e federalisti della Valle d'Aosta, ricompattando l'UV dopo la fuoriuscita dell'ala progressista (Union Valdôtaine Progressiste, UVP), della quale lui stesso ha fatto parte.
Portò progressivamente il pensiero del mouvement ad abbandonare il concetto di allargamento e rafforzamento dell'etnia valdostana (contenuto nello Statuto UV del primo dopoguerra) per arrivare progressivamente al concetto di Europa dei popoli, teorizzato da Émile Chanoux e contenuto nella Dichiarazione di Chivasso. Sottolineò l'importanza di ottenere una maggioranza assoluta dei seggi in Consiglio Valle tra i soli movimenti autonomisti, nei quali vedeva l'unica via per il perseguimento dell'autonomia speciale valdostana, con uno smarcamento totale dai partiti nazionali italiani.
Le sue convinzioni federaliste contribuirono a formare il pensiero leghista, e in particolare quello di Umberto Bossi, che Salvadori conobbe personalmente nel 1979 (il loro incontro fu casuale: il futuro leader del Carroccio, entrando in facoltà a Pavia, notò un avviso dell'UV e volle informarsi di persona). Successivamente il Senatùr, sulla traccia lasciata da Salvadori, federò i movimenti e i partiti federalisti e indipendentisti del nord Italia.